# Асгарда
Асгарда — українське бойове мистецтво, відтворене на основі елементів традиційного козацького бою, що збереглися в народних танцях, та власного досвіду дослідника бойових мистецтв львів'янина Володимира Пилата та його учениці Тарновської (Шалухіної) К. В.
Це мистецтво базується на техніці Бойового гопака, але у ньому враховані анатомо-фізіологічні можливості жінки. Дівчата вивчають боротьбу, техніку і тактику ведення бою, володіння різними видами зброї і систему самозахисту.

## Що таке Асгарда
Асгарда — це назва міста і звучить як Асгард. Це небесне селище, фортеця богів. Там жили Аси — боги. Цікавим є те, що доля Асів залежала від Богинь.

## Історія розвитку школи
2002 року на прохання громадської організації СУМ (Союз Української Молоді) під час літнього таборування для їхніх членів проводилися тренування з Бойового Гопака. Дівчата займались окремо від хлопців. Ця практика остаточно переконала у необхідності створення школи бойового мистецтва для жінок, де би так само, як у Бойовому Гопаку, дівчата проходили тілесний, розумовий і духовний вишкіл, виховувались як Воїни в патріотичному дусі. Тому у 2002 році була створена експериментальна школа Асгарда, де відбулася апробація системи виховання жінок-воїнів та техніки Асгарди. Вона дала можливість систематизувати знання в методику та остаточно створити бойове мистецтво Асгарда. Ученицями експериментальної школи були випускниці ВУЗів м. Львова, котрі не могли довго продовжувати свої заняття.
У 2003 році був відкритий осередок бойового мистецтва Асгарда та була видана книжка на перший рівень майстерності з бойового мистецтва жінок «Асгарда» (видавництво: літературна агенція «Піраміда»). Автори: Тарновська К. В. і Пилат В. С. Книга стала підручником для тих, хто займається.
4 серпня 2003 року відбулася перша презентація стилю Асгарда в Запоріжжі, Фестиваль Національних Бойових Мистецтв. Це були перші дівчата, які брали участь, до того року жінки не брали участі.
14 жовтня 2003 року була презентація стилю Асгарда у Києві, на фестивалі та змаганнях «Козацька слава», де відбувались міжстильові змагання (східних та західних бойових мистецтв) міжнародного значення, де були представники з 17 країн світу. Асгарда теж брала участь. Учасники посіли призові місця, а в змаганнях майстрів Асгарда посіла перше місце в розділі напівжорсткі стилі.
1 листопада 2003 року — презентація стилю і книги у м. Львові. Міжнародна Федерація Бойового Гопака визнала Асгарду — як Школу для виховання жінок-воїнів і Тарновську К. В., як засновницю стилю.
Протягом 2003—2004 років проводились постійні презентації стилю Асгарда, участь у фестивалях та змаганнях міжстильового значення.
2004 року на базі гопаківського літнього таборування було проведено табір Амазонок зі своєю теоретичною та практичною програмами. Також пройшов перший семінар Асгарди (м. Херсон), де дівчата вже мали змогу здавати іспити і захищати перший рівень майстерності, а також ознайомитись повноцінно з системою Асгарда.
2004 року зареєстровано громадську організацію міського значення Самобутню Школу Асгарда, яка має на меті поширювати та розвивати бойове мистецтво жінок Асгарда серед усіх прошарків населення та залучати широке коло жінок до створення жіночої громади. ГО Самобутня Школа Асгарда проводить виховання і навчання жінок та дівчат у двох системах: шкільній та клубній.
2005 року стандартно відбулося таборування дівчат та був проведений другий Всеукраїнський семінар з жіночого бойового мистецтва Асгарда (м. Ковель) з 17 по 30 липня. Під час семінару були присвоєні перші рівні майстерності Зоряниця. Таким чином школа Асгарда вийшла на другий виток своєї історії розвитку. У 2005 році Школа Асгарда стала популярнішою, зокрема і у Львові. Змогла розширити діяльність. Має кілька вікових груп. Постійно існує зацікавленість журналістами та різними громадськими організаціями України.
Щороку (з 2003—2004) 1-5 січня відбуваються семінари оздоровчого напрямку, де проводяться вивчення комплексів Гопакробіки, ДІРу та теоретичні знання оздоровчої системи.
27 травня 2006 року відбувся семінар першого рівня бойового напрямку самозахисту.
2006 рік — був проведений перший оздоровчий табір амазонок незалежно від Бойового Гопака на базі «Росинка» в с. Зіболки. А також семінар першого рівня «самовдосконалення» на базі відпочинку в с. Дубина, де було присвоєно звання Старших Учениць. Та семінар другого рівня бойового напрямку у м. Ковель з 17 по 30 липня.
З 6 по 29 липня 2007 року в Карпатах відбувся І Всеукраїнський семінар із жіночого бойового мистецтва Асгарда. Школа бере участь у конференції «Жінки України», Фестивалі Колядок, Фестивалі вертепів «Різдвяна Феєрія», (м. Винники), Фестивалі козацьких бойових мистецтв (м. Городок), а також – у Фестивалі, присвяченому річниці битви під містом Шумен у Болгарії. Традиційно організовує «Фестиваль Асгарди».
Діяльність Школи «Асгарда» набуває популярності серед іноземних журналістів, тож цього року відбуваються зйомки сюжетів для французького телеканалу «Franse 24 TV», німецького «ART TV», а також шведськими журналістами знімається документальний фільм про «Асграду».
2008 року з’являються публікації в українських та закордонних газетах, а також відбувається презентація 2-ї книги «Асгарда бойове мистецтво для жінок. 2-й рівень майстерності».
2010 року «Асгарда» організовує кілька таборів для дітей та молоді, а ще – реалізує свій проект «Літо для дітей», який мав на меті попередження бездоглядності та безпритульності дітей віком від 6-16 років, які виховуються в багатодітних малозабезпечених сім’ях та неповних родинах, вражених фінансово-економічною кризою. Ще одним проектом у цьому році стала «Школа гармонійного розвитку дівчат».
Асгарді присвятили свої колекції відомі дизайнери Прабал Гурунг (США) та Гарет Пью (Велика Британія). Про діяльність та учениць Самобутньої Школи Асгарда було написано у відомому на весь світ журналі «Le Figaro». Школа також надихнула на створення спеціальної фотосесії український «Vogue» – в результаті журналістки провели з Асгардою 2 доби та відзначилися участю у майстер-класі.
2013 року відбувається переїзд організації до Києва, який знаменує вихід «Асгарди» на всеукраїнський та міжнародний рівень.
Під час Майдану 2014 року Катерина Тарновська зі своїми учнями брали активну участь у житті країни — проводили семінари з безпеки та самозахисту, з надання домедичної допомоги, тактичні та вишкільні семінари з медицини для жінок. «Асгарда» стає активним учасником волонтерського руху.